# Йоганн-Фрідріх Лос
Йоганн-Фрідріх Лос (нім. Johann-Friedrich Loos; 20 квітня 1921, Ульсніс — 16 січня 1945, Атлантичний океан) — німецький офіцер-підводник, оберлейтенант-цур-зее крігсмаріне.

## Біографія
1 грудня 1939 року вступив на флот. З 20 серпня 1942 року — 2-й, з вересня 1943 року — 1-й вахтовий офіцер на підводному човні U-636. В січні-квітні 1944 року пройшов курс командира човна. В травні-жовтні 1944 року — офіцер з підготовки кадетів на плавучій базі підводних човнів «Лех». З 1 листопада 1944 року — командир U-248. 3 грудня вийшов у свій перший і останній похід. 16 січня 1945 року U-248 був потоплений в Північній Атлантиці північніше Азорських островів (47°43′ пн. ш. 26°37′ зх. д.) глибинними бомбами американських есмінців «Хейтер», «Оттер», «Варіан» і «Хаббард». Всі 47 членів екіпажу загинули.

## Звання
- Кандидат в офіцери (1 грудня 1939)
- Морський кадет (1 травня 1940)
- Фенріх-цур-зее (1 листопада 1940)
- Оберфенріх-цур-зее (1 листопада 1941)
- Лейтенант-цур-зее (1 травня 1942)
- Оберлейтенант-цур-зее (1 грудня 1943)